# Носаль, Евдокия Ивановна
Евдокия Ивановна Носаль (13 марта 1918 — 23 апреля 1943) — заместитель командира эскадрильи 46-го гвардейского ночного бомбардировочного авиационного полка (218-й ночной бомбардировочной авиационной дивизии, 4-й воздушной армии, Северо-Кавказского фронта), гвардии младший лейтенант. Герой Советского Союза.

## Биография
Родилась 13 марта 1918 года в селе Бурчак, ныне Васильевского района Запорожской области Украины, в крестьянской семье. Украинка. Муж — Перепелица Григорий Филиппович.
Работала учительницей в городе Николаеве. Окончила аэроклуб, Херсонскую авиационную школу в 1940 году. Работала инструктором-пилотом Николаевского аэроклуба.
В Красной Армии — с 1941 года. На фронтах Великой Отечественной войны с мая 1942 года. Заместитель командира эскадрильи 46-го Гвардейского ночного бомбардировочного авиаполка (218-я ночная бомбардировочная авиадивизия, 4-я воздушная армия, Северо-Кавказский фронт) гвардии младший лейтенант Носаль Е. И. совершила 354 боевых вылета на бомбардировку объектов противника, уничтожение его живой силы и техники.
В ночь с 22 на 23 апреля 1943 года при возвращении с боевого задания самолёт, пилотируемый Е. Носаль, был атакован немецким самолётом. В результате обстрела Евдокия была убита осколком снаряда, попавшим ей в висок. Штурман И. Каширина сумела самостоятельно довести самолёт до аэродрома и благополучно посадить его. Е. Носаль похоронена в братской могиле в станице Пашковской, ныне микрорайон Краснодара) рядом с лётчицами полка П. Макогон, Л. Свистуновой и Ю. Пашковой.
Указом Президиума Верховного Совета СССР «О присвоении звания Героя Советского Союза начальствующему составу Военно-Воздушных сил Красной Армии» от 24 мая 1943 года за «образцовое выполнение боевых заданий командования на фронте борьбы с немецкими захватчиками и проявленные при этом отвагу и геройство» удостоена посмертно звания Героя Советского Союза.
Первой в 46-м Гвардейском Таманском полку была удостоена звания Героя Советского Союза.

## Награды
- Орден Ленина
- Орден Красного Знамени (20.12.1942)[5]
- Орден Красной Звезды (09.09.1942)[6]

## Оценки и мнения
Дусю Носаль война застала в родильном доме. При бомбёжке был убит её маленький сын… Она приехала к нам, летала блестяще, а на приборной доске её самолёта всегда был прикреплён портрет её мужа, тоже лётчика — Грицко, так с ним и летала.  Дусю первой мы представили к званию Героя Советского Союза…
— Ракобольская И., Кравцова Н. Нас называли ночными ведьмами. Так воевал женский 46-й гвардейский полк ночных бомбардировщиков. 2-е издание, дополненное. — М.: Издательство МГУ, 2005.

За несколько дней до начала войны у неё родился сын. ... Дуся ещё лежала в роддоме, когда рано утром началась бомбежка. Рухнули стены, развалилось здание. Дуся чудом осталась жива. Но она не могла уйти с того места, где еще недавно стоял большой, светлый дом. Там, под обломками, лежал ее сын... Её оттаскивали силой, а она скребла ногтями землю, цеплялась за камни...
Дуся старалась забыть все это. Она летала, летала и каждую ночь успевала сделать больше боевых вылетов, чем другие. Никто не мог угнаться за ней. Она всегда была первой.— Наталья Меклин-Кравцова — «От заката до рассвета»

## Память
- В музее Пашковской школы хранятся её документы.
- Именем Евдокии Носаль названы средняя школа в родном селе, школа № 58 в городе Краснодаре.
- В посёлке городского типа Михайловка Запорожской области Украины на площади Победы установлен бюст Евдокии Носаль.
- Ежегодно федерацией прыжков на батуте России проводится всероссийский детско-юношеский турнир памяти Е. И. Носаль в городе Краснодаре[7]. В Новороссийске одна из улиц названа её именем.
- Именем Евдокии Носаль названа центральная улица в родном селе Бурчак.

## Комментарии
1. ↑  Муж Еводкии Носаль был инструктором в летной школе на Урале, готовил летчиков-истребителей, и его не пускали на фронт. По воспоминаниям Натальи Меклин, портрет на приборной доске оказался случайно - однажды в полете из отверстия на приборной доске вылез мышонок и страшно напугал Дусю, она и решила заклеить отверстие фотографией мужа, пошутив: — Вот. Пусть! Пусть попробует, что такое война. А то сидит себе там, в тылу. А жена должна воевать.